# アレクセイ・イオノフ
アレクセイ・イオノフ（Aleksei Ionov, 1989年2月18日 - ）は、ロシア・キンギセップ出身の元サッカー選手。現役時代のポジションはミッドフィールダー。

## 経歴

### クラブ

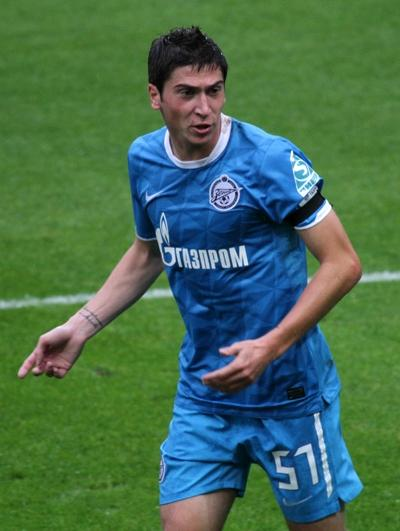
ゼニトでのイオノフ

1989年、現ロシア・レニングラード州・キンギセップで生まれた。ちなみに当時のチームメイトのアレクサンドル・ケルジャコフと同郷である。6歳の頃からサッカーを始め、2007年にFCゼニト・サンクトペテルブルクのトップチームに同行するようになる。このシーズンはリーグ戦での出場はなかったが、UEFAカップでは3試合に出場し、2得点1アシストと潜在能力の高さを見せつけた。
UEFAヨーロッパリーグ 2010-11のHNKハイデュク・スプリト戦(2-3)やRSCアンデルレヒト(3-1)では共に1得点の計2得点を挙げ勝利に貢献した。
2011年4月17日、ロシア・プレミアリーグ2011-2012の第5節FCアムカル・ペルミ戦(1-3)では前半20分にリーグ戦で初となるゴールを挙げた。6月14日、第13節のFCロストフ戦(4-0)では、開始12秒にダンコ・ラゾビッチによりペナルティーエリアに入れられたボールをネットに突き刺しゴールを決めた。これはゼニト至上最速となるゴールであった。
2012年1月10日、FCクバン・クラスノダールに3年契約で移籍した。2012-13シーズンではレギュラーとして活躍をしてクバンのUEFAヨーロッパリーグの出場権獲得に大きく貢献。2013年6月3日、クバンでの活躍が認められてFCアンジ・マハチカラへ4年契約で移籍したが、アンジの財政縮小の影響を受け、8月29日にチームメイトのクリストファー・サンバとウラジーミル・ガブロフと共にFCディナモ・モスクワに移籍した。
2017年8月31日、FCロストフに3年契約で移籍した。
2020年10月15日、FCクラスノダールに2年半契約で移籍した。
2023年6月20日、ロストフに2年契約で復帰した。
2024年2月22日、FCウラル・エカテリンブルクに移籍した。

### 代表
ロシア代表としては、U-17、U-19、U-21と各年代の代表を経験している。2011年3月29日、カタール代表との親善試合でA代表デビューを果たした。

## 出来事
- 2011年11月2日の午前3時頃[6]、サンクトペテルブルクの中心部で、飲酒していた女性が運転する車(インフィニティ[7])の助手席に乗っていたところを警察により止められた。警察は報告書を作成するために女性をパトカーに乗車させるが、この時にイオノフはインフィニティで逃亡を図った[8]。警察はイオノフをすぐに拘束したが、イオノフは警察による検査を拒否し暴言を浴びせた事から罰金として2000ルーブルが科せられた[9]。警察職員や目撃者の証言によるとイオノフも酔っていた。ゼニト広報のドミトリー・ツィンメルマンは、イオノフの行動を非難したうえで、2012年5月12日のシーズン終了まではトレーニング以外での活動を一切禁止にした[10]。前日の1日には、UEFAチャンピオンズリーグのFCシャフタール・ドネツク戦(1-0)がホームで行われ勝利をしていたが、イオノフはこの試合に出場する事も、サブメンバーとしてベンチに座る事も無かった[11]。

## 個人成績
| クラブ                         | ディヴィジョン | シーズン | リーグ | リーグ | カップ | カップ | 欧州カップ戦 | 欧州カップ戦 | 通算 | 通算 |
| クラブ                         | ディヴィジョン | シーズン | 試合   | 得点   | 試合   | 得点   | 試合         | 得点         | 試合 | 得点 |
| ------------------------------ | -------------- | -------- | ------ | ------ | ------ | ------ | ------------ | ------------ | ---- | ---- |
| FCゼニト・サンクトペテルブルク | プレミア       | 2007     | 0      | 0      | 1      | 0      | 3            | 2            | 4    | 2    |
| FCゼニト・サンクトペテルブルク | プレミア       | 2008     | 5      | 0      | 1      | 0      | 1            | 0            | 7    | 0    |
| FCゼニト・サンクトペテルブルク | プレミア       | 2009     | 10     | 0      | 1      | 0      | 0            | 0            | 11   | 0    |
| FCゼニト・サンクトペテルブルク | プレミア       | 2010     | 11     | 0      | 1      | 0      | 5            | 2            | 17   | 2    |
| FCゼニト・サンクトペテルブルク | プレミア       | 2011-12  | 20     | 3      | 3      | 1      | 0            | 0            | 23   | 4    |
| FCゼニト・サンクトペテルブルク | 通算           | 通算     | 46     | 3      | 7      | 1      | 9            | 4            | 62   | 8    |
| FCクバン・クラスノダール       | プレミア       | 2011-12  | 7      | 1      | 0      | 0      | -            | -            | 7    | 1    |
| FCクバン・クラスノダール       | プレミア       | 2012-13  | 30     | 2      | 2      | 0      | -            | -            | 32   | 2    |
| FCクバン・クラスノダール       | 通算           | 通算     | 37     | 3      | 2      | 0      | 0            | 0            | 40   | 2    |
| FCアンジ・マハチカラ           | プレミア       |          |        |        |        |        |              |              |      |      |
| FCアンジ・マハチカラ           | プレミア       | 2013-14  | 6      | 0      | 0      | 0      | 0            | 0            | 6    | 0    |
| FCアンジ・マハチカラ           | 通算           | 通算     | 6      | 0      | 0      | 0      | 0            | 0            | 6    | 0    |
| FCディナモ・モスクワ           | プレミア       |          |        |        |        |        |              |              |      |      |
| FCディナモ・モスクワ           | プレミア       | 2013-14  | 18     | 5      | 0      | 0      | -            | -            | 18   | 5    |
| FCディナモ・モスクワ           | プレミア       | 2014-15  | 29     | 9      | 1      | 0      | 14           | 4            | 44   | 13   |
| FCディナモ・モスクワ           | プレミア       | 2015-16  | 29     | 4      | 3      | 0      | -            | -            | 32   | 4    |
| FCディナモ・モスクワ           | プレミア       | 2016-17  | 5      | 0      | 0      | 0      | -            | -            | 5    | 0    |
| FCディナモ・モスクワ           | 通算           | 通算     | 81     | 18     | 4      | 0      | 14           | 4            | 99   | 22   |
| PFC CSKAモスクワ               | プレミア       |          |        |        |        |        |              |              |      |      |
| PFC CSKAモスクワ               | プレミア       | 2016-17  | 24     | 3      | 2      | 0      | 3            | 0            | 29   | 3    |
| PFC CSKAモスクワ               | 通算           | 通算     | 24     | 4      | 2      | 0      | 3            | 0            | 29   | 3    |
| 総通算                         | 総通算         | 総通算   | 194    | 27     | 15     | 1      | 26           | 8            | 235  | 36   |

## 代表歴

### 出場大会
- ロシア代表
  - 2014 FIFAワールドカップ

### 試合数
- 国際Aマッチ 39試合 4得点（2011年-2021年）[12]

| ロシア代表 | 国際Aマッチ | 国際Aマッチ |
| 年         | 出場        | 得点        |
| ---------- | ----------- | ----------- |
| 2011       | 1           | 0           |
| 2012       | 0           | 0           |
| 2013       | 2           | 0           |
| 2014       | 5           | 0           |
| 2015       | 2           | 0           |
| 2016       | 1           | 0           |
| 2017       | 0           | 0           |
| 2018       | 6           | 2           |
| 2019       | 9           | 2           |
| 2020       | 7           | 0           |
| 2021       | 6           | 0           |
| 通算       | 39          | 4           |

## タイトル

### クラブ
FCゼニト・サンクトペテルブルク
- ロシアサッカー・プレミアリーグ ： 2回 (2007, 2010)
- ロシア・カップ ： 1回 (2010)
- ロシア・スーパーカップ ： 2回 (2008, 2011)
- UEFAカップ ： 1回 (2008)
- UEFAスーパーカップ ： 1回 (2008)